# Laroche-Lechat

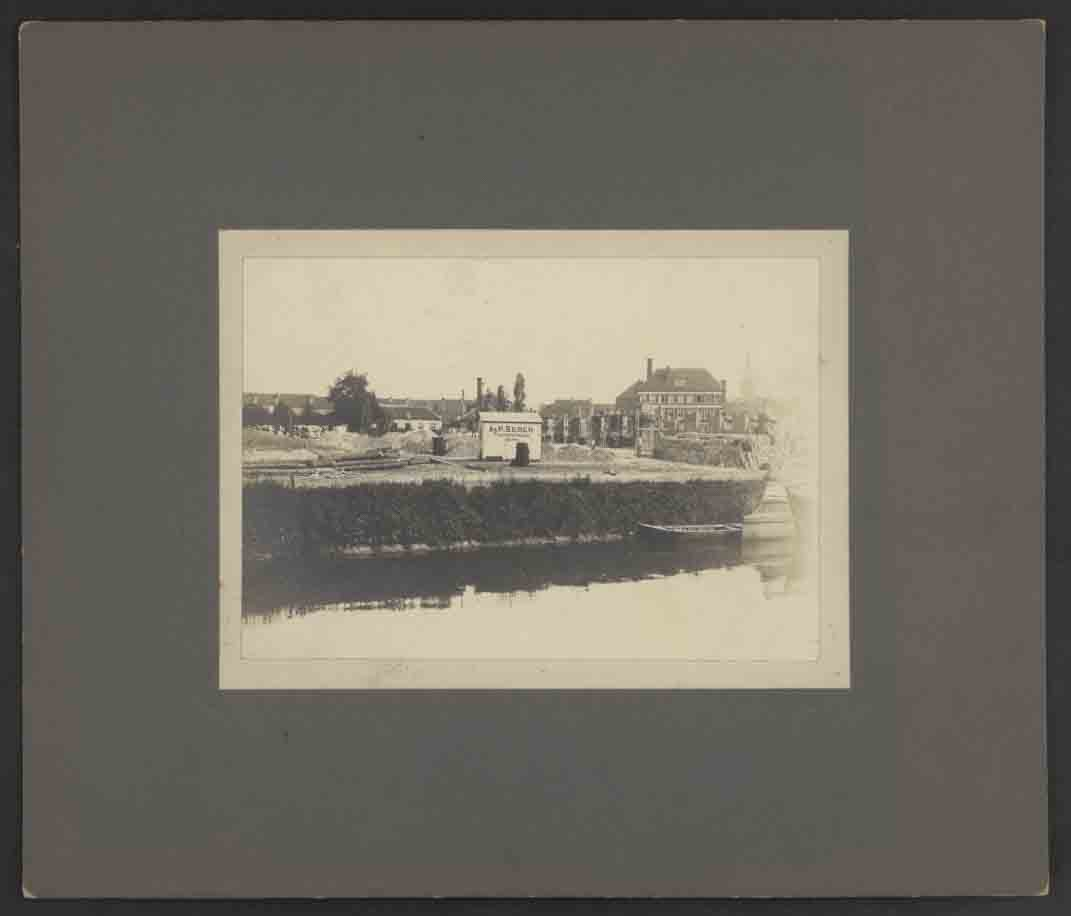
Zicht op de bouwwerf van de rubberfabriek Laroche-Lechat vanaf de Schelde, 1912

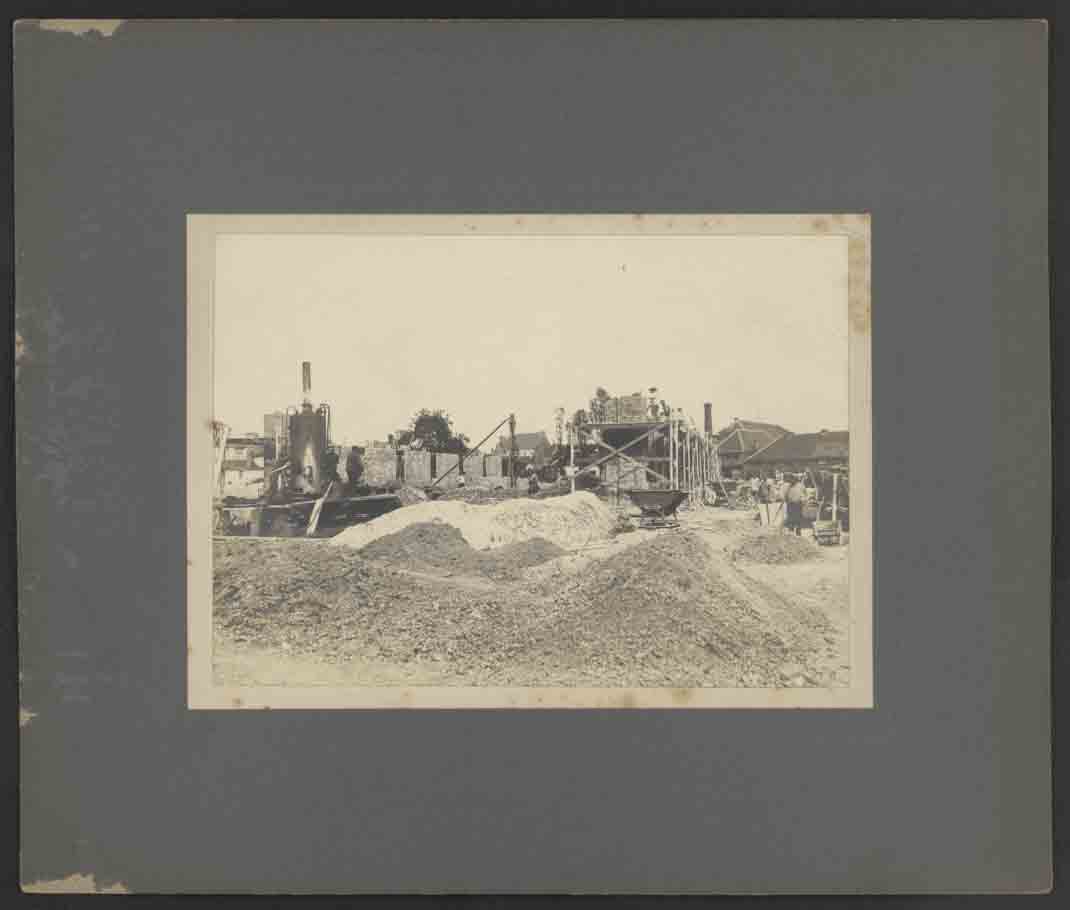
Zicht op de bouwwerf van de rubberfabriek Laroche-Lechat, 1912

De voormalige rubberfabriek Laroche-Lechat, later SAIAG Benelux, industrie caoutchouc nv, werd in 1877 opgericht als Lechat & Co door ingenieur J. Lechat in de Fiévéstraat te Gent.

## Geschiedenis
De fabriek produceerde in zijn beginjaren een speciaal weefsel voor de rubbernijverheid, en nadien ook transportbanden van textiel. Lechat & Co wordt gezien als de uitvinder van de ‘rode’ rubberen aandrijfriem (met asbest). Het bedrijf had ook fabrieken in Lille in 1887, in Parijs in 1888, en in Moskou in 1900. In 1907 werd het concern omgevormd tot J. Laroche-Lechat.
In 1913 werden nieuwe gebouwen met weverij en rubberfabriek opgetrokken op de Edward Pynaertkaai in Gent, tussen de Keizersvest en de Fransevaart op een terrein tussen twee takken van de Schelde. Het bedrijf vervaardigde toen hoofdzakelijk rubberen transportbanden. De fabriek is door bouwbedrijf Serck nv gebouwd. Zij voerden ook in 1930 nog enkele werken uit, zoals het verbouwen van de oude machinezaal.
In 1918 werden de gebouwen omgevormd tot garage voor militaire vrachtwagens.
Het Nederlandse rubberbedrijf Vredestein kocht Laroche-Lechat op in 1969, en verkocht het in 1972 door aan B.F. Goodrich. Sinds 1974 werd dit bedrijf omgevormd tot SAIAG-Gent, met als specialisatie rubberen transportbanden.
In 2006 werden de fabrieksgebouwen aan de Edward Pynaertkaai grotendeels gesloopt en kwam er op de site een woningproject ‘Cotton Island’. De bakstenen schoorsteen werd behouden, evenals een gebouw dat werd omgebouwd tot lofts.